# Zamostea
Zamostea è un comune della Romania di 3 156 abitanti, ubicato nel distretto di Suceava, nella regione storica della Moldavia.
Il comune è formato dall'unione di 9 villaggi: Badragi, Ciomîrtan, Cojocăreni, Corpaci, Lunca, Nicani, Răuțeni, Tăutești, Zamostea.